# Alex Sambucci
Alex Sambucci (Latina, 29 settembre 1989) è un giocatore di baseball italiano col ruolo di prima base o battitore designato.

## Carriera

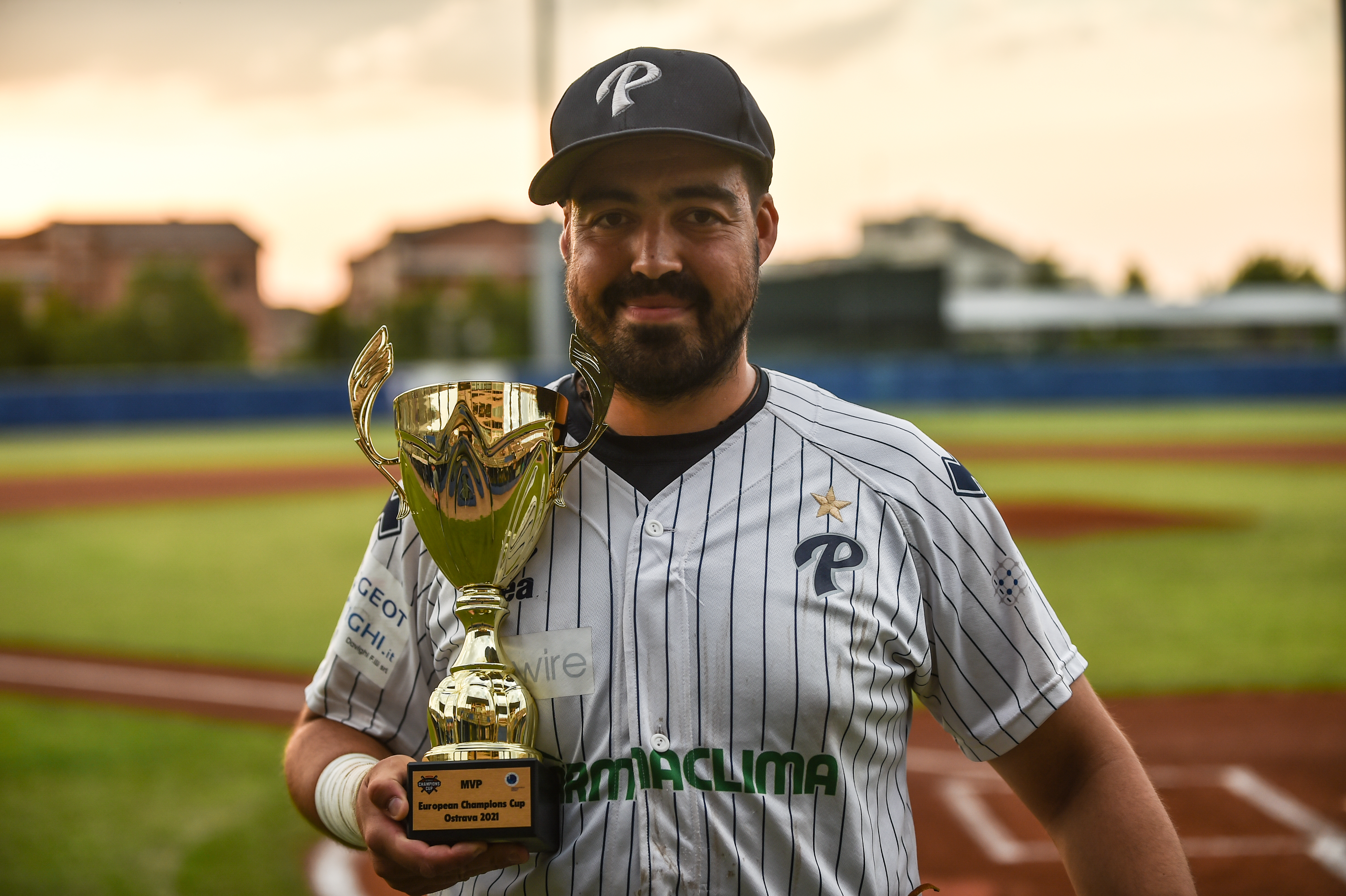
Sambucci con il trofeo di MVP dell'European Champions Cup 2021

Cresce nella sua città natale, Latina, dove ha un primo contatto con il baseball a scuola all'età di 6 anni. Svolge tutta la trafila delle giovanili nella squadra cittadina, prima di entrare a far parte della prima squadra. Rimane nel capoluogo pontino fino al 2008, dopo aver ricevuto la chiamata delle Nazionali giovanili ed essere entrato a far parte per 3 anni dell'Accademia FIBS di Tirrenia.
Complici i problemi economici di Latina, con il club costretto a rinunciare alla Serie A2,  a partire dalla stagione 2009 diventa un giocatore del Parma Baseball con cui debutta nella massima serie. Al primo anno in A viene nominato miglior giovane, mentre l'anno successivo è parte della rosa che vince il decimo scudetto della storia parmigiana (quello della stella). Nel 2011 riceve il Guanto d'oro come miglior prima base del campionato.
Nel 2015 diventa il nuovo prima base della Fortitudo Baseball Bologna. Rimane per tre stagioni, conquistando lo scudetto 2016 e le Coppe Italia 2015 e 2017.
A partire dal campionato 2018 è tornato ad essere un giocatore del Parma Baseball.
Nel 2021 viene votato come miglior giocatore (MVP) dell'European Champions Cup 2021, tenutasi ad Ostrava (Repubblica Ceca), grazie ai suoi fuoricampo che contribuiscono in maniera determinante alla conquista della quattordicesima Coppa dei Campioni da parte del Parma Baseball. Sambucci e Parma bissano poi la conquista del trofeo l'anno seguente, nell'edizione 2022 di Bonn in Germania.

## Palmarès

### Club
- Campionati italiani: 2

Parma: 2010
Bologna: 2016
- Coppe Italia: 2

Bologna: 2015, 2017
- European Champions Cup: 2

Parma: 2021, 2022